# پابلیتو بارکوس
پابلیتو بارکوس (انگلیسی: Pablito Barcos; ۲۶ ژانویهٔ ۱۹۱۳ – ۳۱ دسامبر ۱۹۹۷) بازیکن فوتبال اهل اسپانیا بود.

وی همچنین در تیم ملی فوتبال باسک بازی کرده‌است.